# 惠蘭冰原島峰
70°9′S 64°17′E / 70.150°S 64.283°E
惠蘭冰原島峰（英語：Whelan Nunatak）是南極洲的冰原島峰，位於麥克羅伯特森地，屬於查爾斯王子山脈中阿索斯山脈的一部分，在1965年根據澳大利亞探險隊的空中照片繪入地圖，現時由南極條約體系管理。